# Kmetykó János
| Kmetykó János                             | Kmetykó János                                     |
| Kattints az alábbi külső linkek egyikére! | Kattints az alábbi külső linkek egyikére!         |
| ----------------------------------------- | ------------------------------------------------- |
| Nem található szabad kép.(?)              |                                                   |
| külső link · jogvédett                    | Kmetykó János. Magyar életrajzi lexikon. Arcanum. |

Kmetykó János (Szeged, 1880. október 3. – Budapest, 1945. január 4.) tornaedző, testnevelő tanár. Testvére, Aradi Lajos (eredetileg: Kmetykó Lajos) olimpiai ezüstérmes magyar tornász.
Apja, Kmetykó János pincér, aki az 1879-es szegedi árvízet követően nem kapott munkát, s így a családjával együtt Aradra települt át. Az érettségit követően a bp.-i Nemzeti Torna Egyletben végzett tanárként.
1903–1905 között Érsekújvárott, ezt követően 1905-1911 között Budapesten tanított a III. kerületi Magyar Királyi Állami Főgimnáziumban, ma: Árpád Gimnázium (Óbuda).
A Budapesti Torna Club tagja volt (egyben örökös bajnoka), így az egyesület bajnok tornászcsapatát erősítette 1907-ben, 1909-ben, 1912-ben és 1913-ban.
Dániában és Svédországban tanulmányozta a tornaoktatást: Ryslinge (1910), Näsajo, Lund (1911), Valekinde (1912), Silkeborg (1913).
Részt vett az 1912. évi nyári olimpiai játékokon Stockholmban, ahol a magyar férfi torna csapat felkészítő edzője, vezetője volt, mely ezüstérmet nyert.
1913-ban Iszer Károllyal közösen kiadta az Új testnevelési rendszer című könyvét.
1921-ben megbízzák többedmagával a torna sport újjászervezésével. 1924-ben bár felkérték edzőnek a párizsi olimpiára készülő férfi tornászcsapat mellé, de ezen végül nem vettek részt.
1925-ben a Testnevelési Főiskola megalapításakor egyből főiskolai tanárrá nevezték ki, de már 1924-ben felkérték a leendő TF tantervének megalkotására. Az előbbinek érdekes vonatkozása is van: a kijelölt épületben működött a Polgári Iskolai Tanárképző Főiskola, melyet Klebelsberg Kuno vallás- és közoktatásügyi miniszter Szegedre helyezett át a Boldogasszony sgt. 4–6. alá, amely így a Juhász Gyula Tanárképző Főiskola elődje lett.
1928-ban újfent megbízzák az olimpiára készülő férfi és női tornászcsapatok felkészítésével.
1933. május 1-jén hangzott el először a reggeli „Rádiótorna” címmel a gyorsan népszerűvé váló rádióműsor, melyet – Kmetykó halálát követően – az 1950-es években Kerezsi Endre vezetett.
1936-ban – immár a TF professzoraként – edzőként, vezetőként is jól szerepelt a magyar női tornászcsapat: bronzérmet nyertek.
Az 1942-től megjelenő Nemzetnevelők Könyvtára című sorozatban adták ki Népiskolai testnevelés c. művét.
1945 januárjának elején Budapest sokat szenvedett a szövetségesek bombázásaitól, így a Lánchíd és az Alagút mellett érte bombatalálat az Attila u. 2. alatti bérházat, ahol feleségével együtt meghalt. Temetésük 1945. január 25-én a Farkasréti temető ravatalózájának alsó sírboltjában volt.